# Quadern d'organista

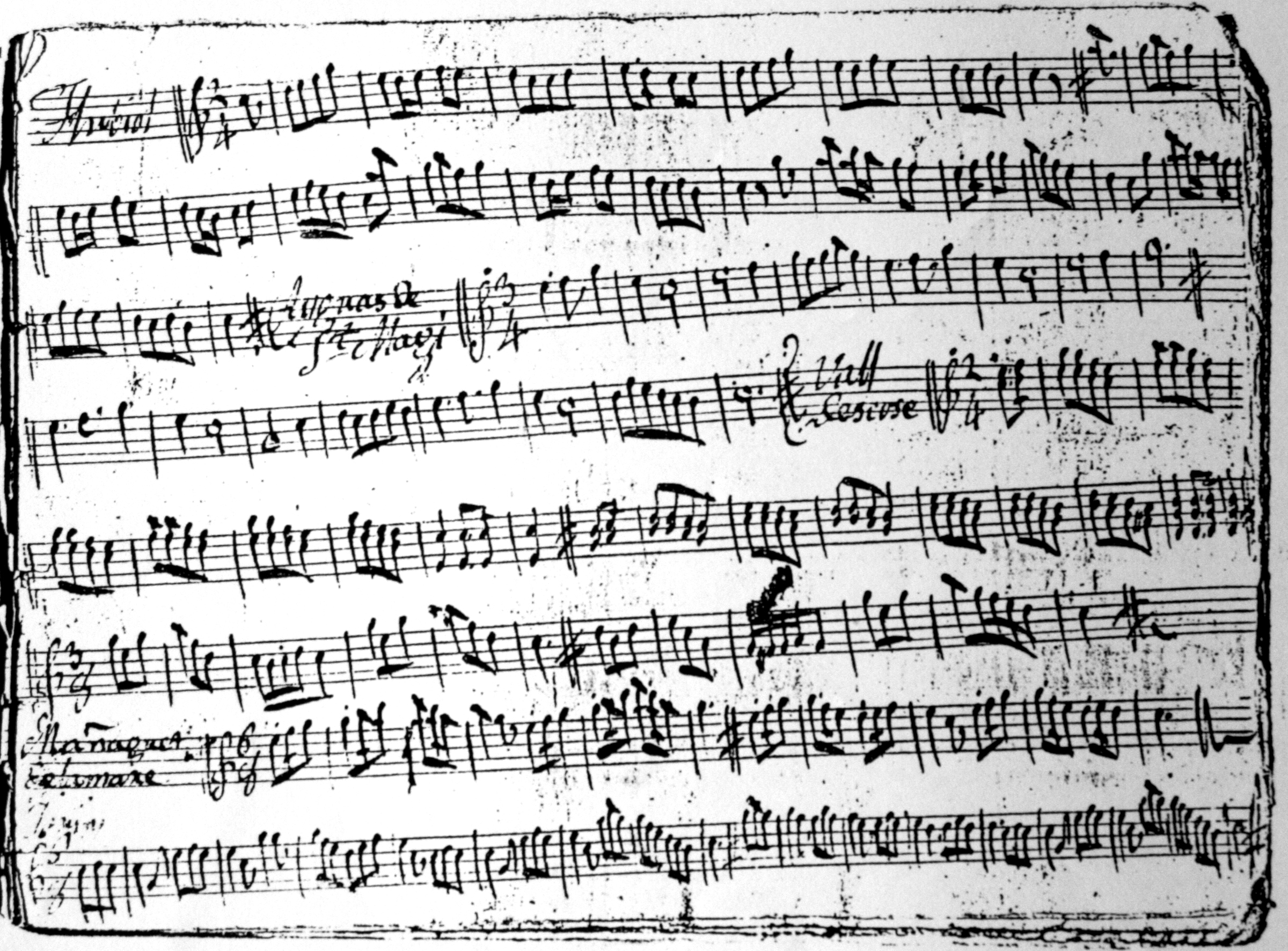
Pàgina del quadern d'organista conservat a la Seu de Lleida que conté, entre altres El noi de la mare, un ball escocès i una tonada per a flabiol

Un quadern d'organista és un recull en forma de quadern, normalment de mida quartilla i en format apaïsat, en el qual els organistes anotaven les melodies i altres temes, sovint tradicionals sobre els quals improvisaven, especialment durant les festes de Nadal, període de l'any en què era permès que aquestes tonades sonessin dins dels temples. Aquestes quaderns són especialment importants per conèixer quines eren les melodies folklòriques conegudes majoritàriament en un moment determinat del passat, i per poder establir els canvis -tant de melodia com de text- que algunes d'aquestes cançons han sofert fins a arribar a nosaltres. Es conserven quaderns dels segles xviii i xix.